# Neudenau
Neudenau (MAF: /ˈnɔɪ̯dənaʊ̯/, posłuchajⓘ) – miasto w Niemczech, w kraju związkowym Badenia-Wirtembergia, w rejencji Stuttgart, w regionie Heilbronn-Franken, w powiecie Heilbronn. Leży nad rzeką Jagst, ok. 15 km na północ od Heilbronn, przy linii kolejowej Dörzbach–Bad Friedrichshall.

## Galeria

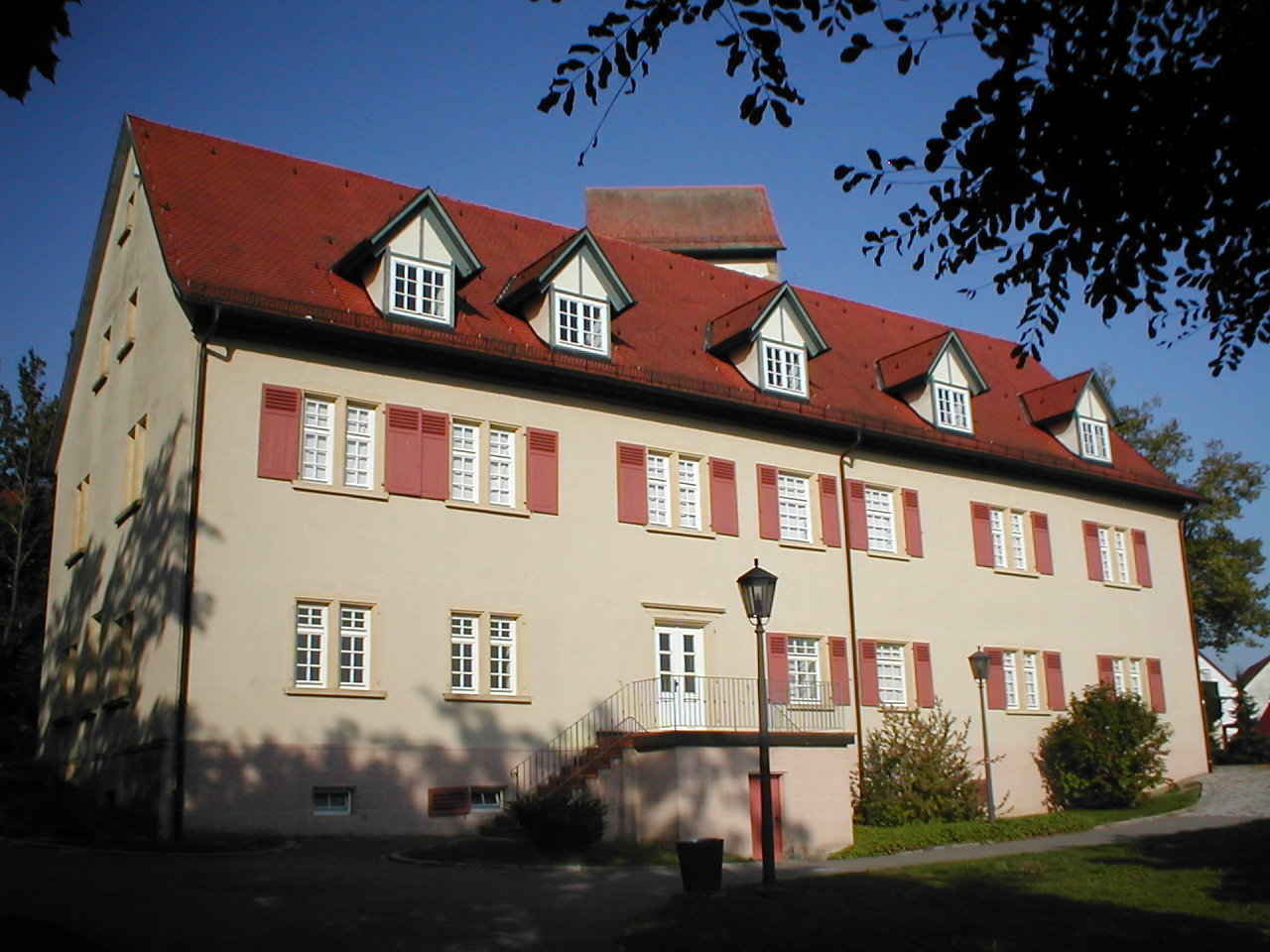
Zamek Naudenau, budynek główny
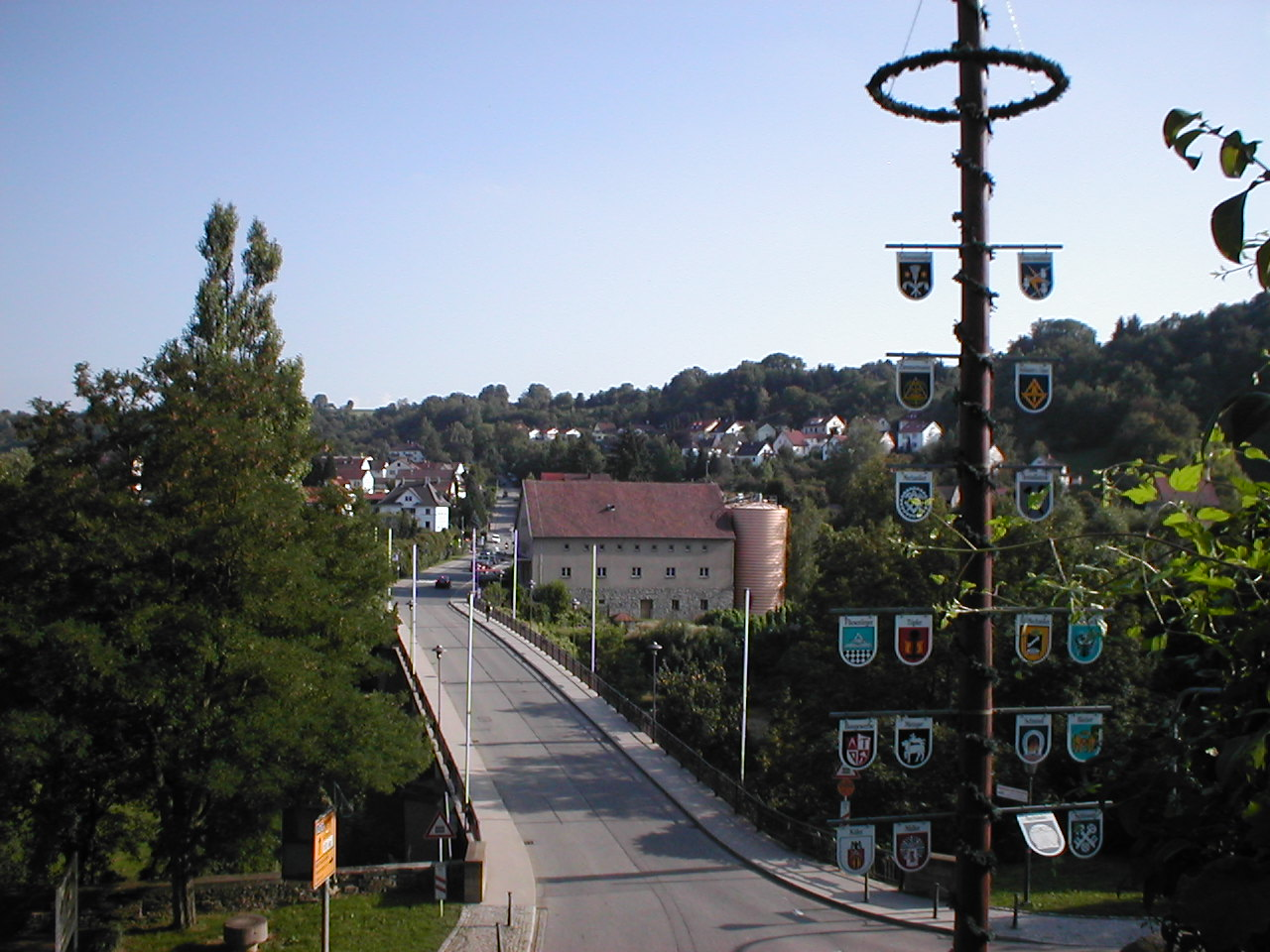
Most nad Jagst
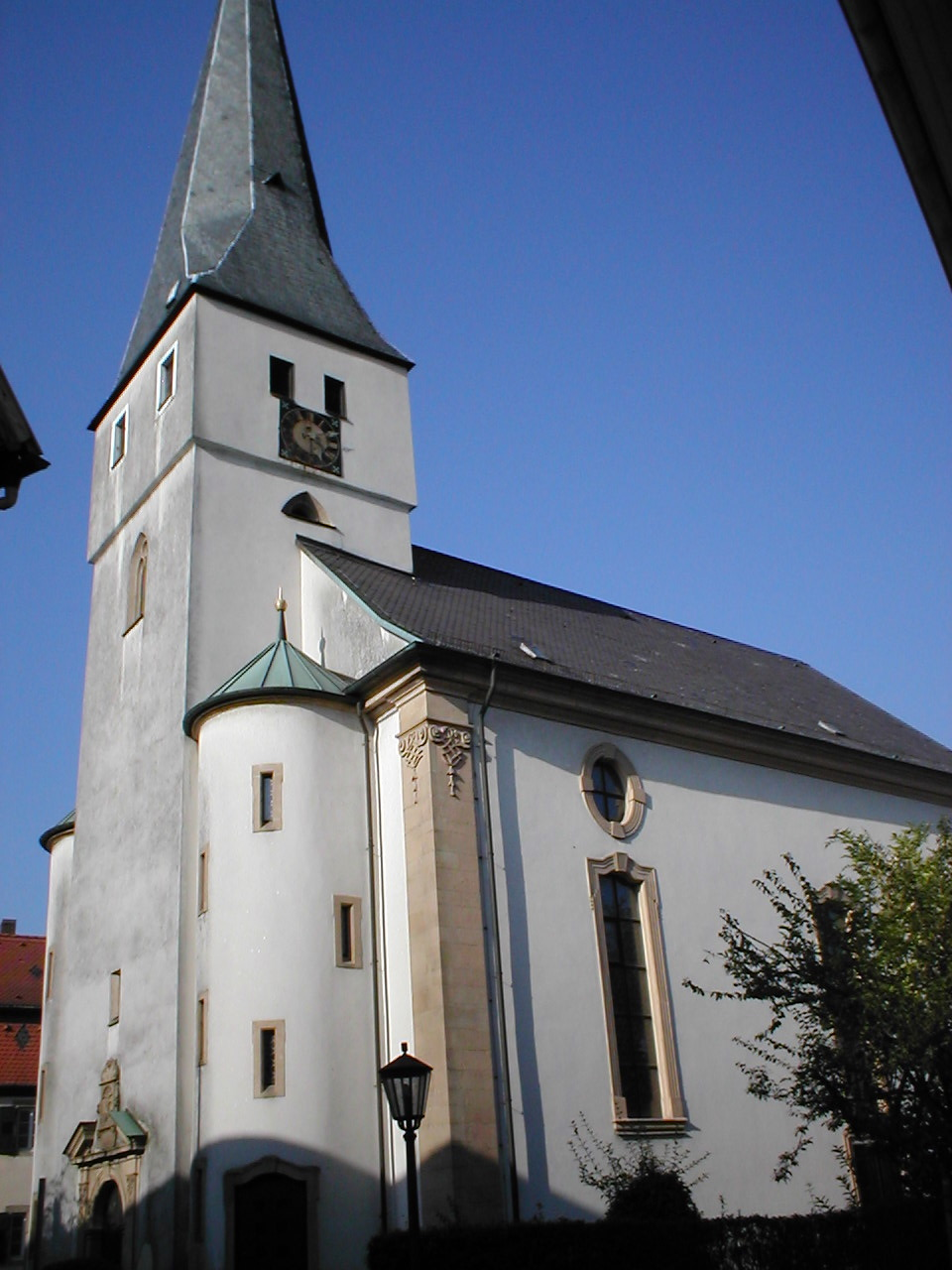
Kościół pw. św. Laurencjusza (St. Laurentius)